# Arábia Saudita nos Jogos Olímpicos de Verão de 1976
A Arábia Saudita competiu nos Jogos Olímpicos de Verão de 1976, realizados em Montreal, Canadá.